# Голямокалибрена картечница Владимиров
Голямокалибрена картечница Владимиров (на руски: Крупнокалиберный пулемёт Владимирова, КПВ, Индекс ГРАУ – 56-П-562) – голямокалибрена тежка картечница под патрон 14,5 × 114 mm. Разработена от Семьон Владимирович Владимиров. Разработена е през 1944 г., приета на въоръжение през 1949 г. Успешно съчетава в себе си скорострелността на лафетната картечница с бронебойността на противотанковата пушка и е предназначена за борба с лекобронирани цели, огневи средства и живата сила на противника, намираща се зад леки укрития, а също и в качеството на зенитна картечница. Дулната енергия на КПВ достига 31 кДж (за сравнение, при 12,7 мм картечница Browning M2HB – 17 кДж, при 20-мм авиационно оръдие ШВАК – около 28 кДж). Заедно с китайската QJG-02, германската MG 151 и чехословашката ZB-60, се явява една от най-мощните използвани от въоръжените сили картечници.

## История на създаването
През 1944 г. С. В. Владимиров започва разработката на 14,5-милиметрова картечница на базата на създаденото през 1943 г 20 мм авиооръдие В-20, загубило съревнованието с Б-20. Заводските изпитания започват през ноември, преминава войскови изпитания през 1944 г., тогава започва и малкосерийното производство в завода в Ковров. Недостатъците на универсалните лафети забавят приемането на картечницата на въоръжение, и полигонните изпитания на системата преминават едва през май 1948 г.
Десетилетия наред и понастоящем бронемашините на страните от НАТО се разработват с оглед въздействие по тях от КПВТ която се явява стандартно оръжие, например на БТР-80.

## Устройство и принцип на работа
КПВ се отнася към автоматичното стрелково оръжие за продължителна непрекъсната стрелба. Нейната автоматика работи за сметка на използването на енергията на отката на ствола при къс ход на затвора. Затварянето му се осъществява чрез завъртане и зацепване бойната личинка на затвора непосредствено с набитата муфа на ствола, в резултат на което Цевна кутия при изстрела се оказва ненапрегната.
Отварянето и затварянето, а също и предаването на движението при изстрела към основата на затвора на скоростта на отката се осигурява чрез ускорител копирен тип. Ударника е неподвижно закрепен за основата на затвора и набожда капсула на патрона при достигането на подвижните части под действието на възвратно-бойната пружина в крайно предно положение. Спусковият механизъм осигурява воденето само на непрекъсната стрелба. Захранването на картечницата с патрони е чрез метална патронна лента. Механизма за подаването на лентата – гъсеничен тип – се привежда в действие от двигател, свързан със затвора. Извличането на гилзата се осъществява от бойната личинка, чрез избиване на гилзата при подаването на последващия патрон; изхвърлянето на последната гилза става за сметка на допълнителното завъртане на ръчката за подаване с взаимодействието му със законтрянето на самата ръчка. Картечницата има буфер на затвора, монтиран в приклада.
Бойната скорострелност е 70 – 90 изстрела в минута. Техническата до 600.

## Модификации

### Танкова
За монтирането на транспортни средства е разработен варианта КПВТ (танков, Индекс ГРАУ – 56-П-562Т). В сравнение с картечницата КПВ, танковият вариант има конструктивни особености, обусловени от спецификата на нейното използване в бронетанковата техника. Отварянето и затварянето става чрез завъртане на затвора. За дистанционното управление на огъня картечницата е снабдена с електроспусък, действащ от акумулаторна батерия, и имащ импулсен брояч на изстрелите, за дистанционното управление на зареждането и презареждането има механизъм за пневмозареждане, действащ от бутилка със сгъстен въздух, за отражение на стреляните гилзи напред и отвеждането им отвъд пределите на купола на танка има гилзоотвод. За целите на здравината на кожуха и възможност за замяна на ствола без отвъртането на буталото, диаметъра на кожуха е увеличен. Картечницата няма открити прицелни устройства, неговото насочване се осъществява с помощта на оптически прицел.

### Корабни
Има морски лафетни КПВТ, а също зенитни установки с тегло до 2100 кг, теглото на лафетен КПВТ с лентата патрони съставлява 160 кг.

#### 2М-5…2М-7
Двуцевните 14,5-мм картечни модификации 2М-5…2М-7 са приети на въоръжение във ВС на СССР в периода 1951 – 1952 г., и понастоящем състоят на въоръжение във ВМФ на Русия и другите силови структури към федералните органи на изпълнителната власт, а също са на въоръжение във военноморските сили на ред страни по света (в скобките са указани годината на приемане на въоръжение):
- 2М-5 (1952) – палубна турелна установка с хоризонтално разположение на стволовете за въоръжение на торпедните катери от проектите 123-бис и 184;
- 2М-6/6Т (1952) – палубна куполна установка с хоризонтално разположение на стволовете за бронекатерите проекти 191М, 192 и част от артилерийските катери от проекта 1204. Установката е произвеждана в 2 варианта, основната разлика на които е в дебелината на двуслойната броня:
  - 2М-6 – обикновен вариант с дебелина на бронята: корпус на кулата – 7 мм[12], брониран екран – 7 мм[13],
  - 2М-6Т – тежък вариант с дебелина на бронята: корпус на кулата – 8 мм[12], броневи екран – 14 мм[13];
- 2М-7 (1951) – палубна лафетна установка с вертикално разположение на стволовете за патрулните катери от проектите 1400 и 368П, катерните тралчици от проектите 151, 361T и др.

#### 14,5-мм МТПУ
14,5-мм морска тумбова картечна установка (14,5-мм МТПУ) е предназначена за борба с надводни, брегови и въздушни лекобронирани цели. Тя представлява подставка-лафет върху палубите на бойните кораби и катери (проекти 22100, 12150 и др.), и осигурява поразяването на надводни и брегови цели на далечини до 2000 м при височини до 1500 м.
За стрелба по надводните, бреговите и въздушните цели се използват патрони с бронебойно-запалителен куршум Б-32, бронебойно-трасиращ куршум БЗТ и запалителния куршум с мигновено действие МДЗ.

### Импровизирани
КПВ и негови модификации нерядко попадат в ръцете на противника във вид непригоден за използването им по предназначение (танкови, зенитни и подобни), и те са самоделно преправяни в пехотни (така например, сред афганските муджахидини КПВ и неговите модификации получават названието „Зикрат“)

## Боеприпаси
14,5 × 114 mm е оръжеен патрон за големокалибрени картечници и противотанкови пушки. Разработен е през 1938 г. с бронебойния куршум Б-32, приет е на въоръжение през 1941 г., през същата година се започва да се произвежда с куршума БС-41 с металокерамичен сърдечник. Първоначално е създаван за противотанкови пушки, но по-късно (от 1944 г.) става боеприпас за картечниците КПВ и КПВТ, използвани като въоръжение на бронетранспортьори, започвайки от БТР-60 до БТР-80 и БТР-82, БРДМ-2, в зенитно-картечни установки и др.
КПВТ има високи показатели за бронепробиваемост, за Б-32 (патрон 14,5х114 обр. 1941 г., индекс 57-Б3-561С) и за БС-41 (с бронебойно-запалителен куршум с металокерамичен сърдечник с тегло – 63,5 г). Тези показатели съставляват по нормалата 20 и 21,2 мм хомогенна броня от дистанция 800 метра. Често указваните 20 мм за далечина на стрелбата 500 м имат предвид или патрона 12,7х108 с кушум Б-32 или оръжие с по-къс ствол и друга конструкция на дулната спирачка и даже куршум с по-малък калибър при същата конструкция на самия куршум. При стрелба с Б-32 7,62х54 от СВД най-новата бронеплоча при дебелина 8 мм издържа изстрела от дистанция 100 метра. При това следва да се укаже, че тези боеприпаси имат еднаквото кратко название Б-32, без да имат почти нищо общо.. Освен това, конкретният еквивалент на хомогенна броня за различните бронепрегради под действието на конкретния боеприпас практически винаги са държавна тайна. Разминаванията също са възможни по причина отсъствието на точни данни за конкретните свойства на бронепреградите (стомана или алуминий, и какви метали в какви пропорции са добавени за легирането на бронята (известни са значителен брой различни варианти със сходен по дебелина еквивалент хомогенна броня), висока твърдост или вискозитет броня, обработвана ли е бронята механично (лята или валцувана), и редица други свойства). За БС-41 бронепробитието достига по нормалата 40 мм на дистанция 100 метра при условие стрелба от противотанкова пушка. Според данни на телеканала Россия 2 на далечина 500 метра КПВТ пробива броня 32 мм.
Далечината на полета на куршума е 7 – 8 км с висока поразяваща сила по цялото протежение на полета, а максимално е 9 км. Началната скорост на куршума е до 1000 м/сек.
Патронът със запалителен куршум с мигновено действие – 14,5 МДЗ (7-3-1) създава в обшивката на самолета отверстие с диаметър до 400 мм. Използвана е модификация на патрона с химическа капсула в куршума, която при пробитие изважда от строя екипажите на танковете.

## Производство
- Русия: произвежда се от компанията „Завод „Дегтярьов““;[23]
- Румъния: произвежда се от компанията „Куджирски механичен завод“;[24]
- Китай: произвежда се под индексите Тип 58, Тип 75 – 1, Тип 80;[25]